# Lleó II de Constantinoble
Lleó II Teotoquita (en grec medieval Λεόντιος Θεοτοκίτης) va ser patriarca de Constantinoble l'any 1189. Va ser precedit i succeït per Dositeu de Constantinoble.
Va ser patriarca en temps de l'emperador Isaac II Àngel, que el va nomenar patriarca al mes de març i el va deposar el setembre d'aquell mateix any. Tant el nomenament com la destitució l'emperador els va atribuir a una visió de la Mare de Déu.